# Theonas
Theonas († 301) war Bischof von Alexandria zur Zeit des Kaisers Diokletian.
Theonas übernahm das Bischofsamt im Jahre 283 von Maximus. Ihm wird ein Brief an den Kämmerer des Kaisers Diokletian, Lucianus, zugeschrieben, der angeblich die Verbreitung des Christentums am kaiserlichen Hof dokumentiert. Dieses Schreiben wurde jedoch von Historikern (Batiffol, Harnack) als Fälschung erkannt. Theonas starb im Jahr 301, sein Nachfolger wurde Petros I., den dessen Eltern in die Obhut Theonas gaben.
Theonas wird als Heiliger verehrt, sein Gedenktag ist der 28. August.